# Cercidiphyllum
Cercidiphyllum (Siebold & Zucc., 1835), comunemente noto come katsura, dal suo nome in giapponese, è l'unico genere incluso nella famiglia Cercidiphyllaceae (Engl., 1907), diffuso in Asia orientale.

## Descrizione

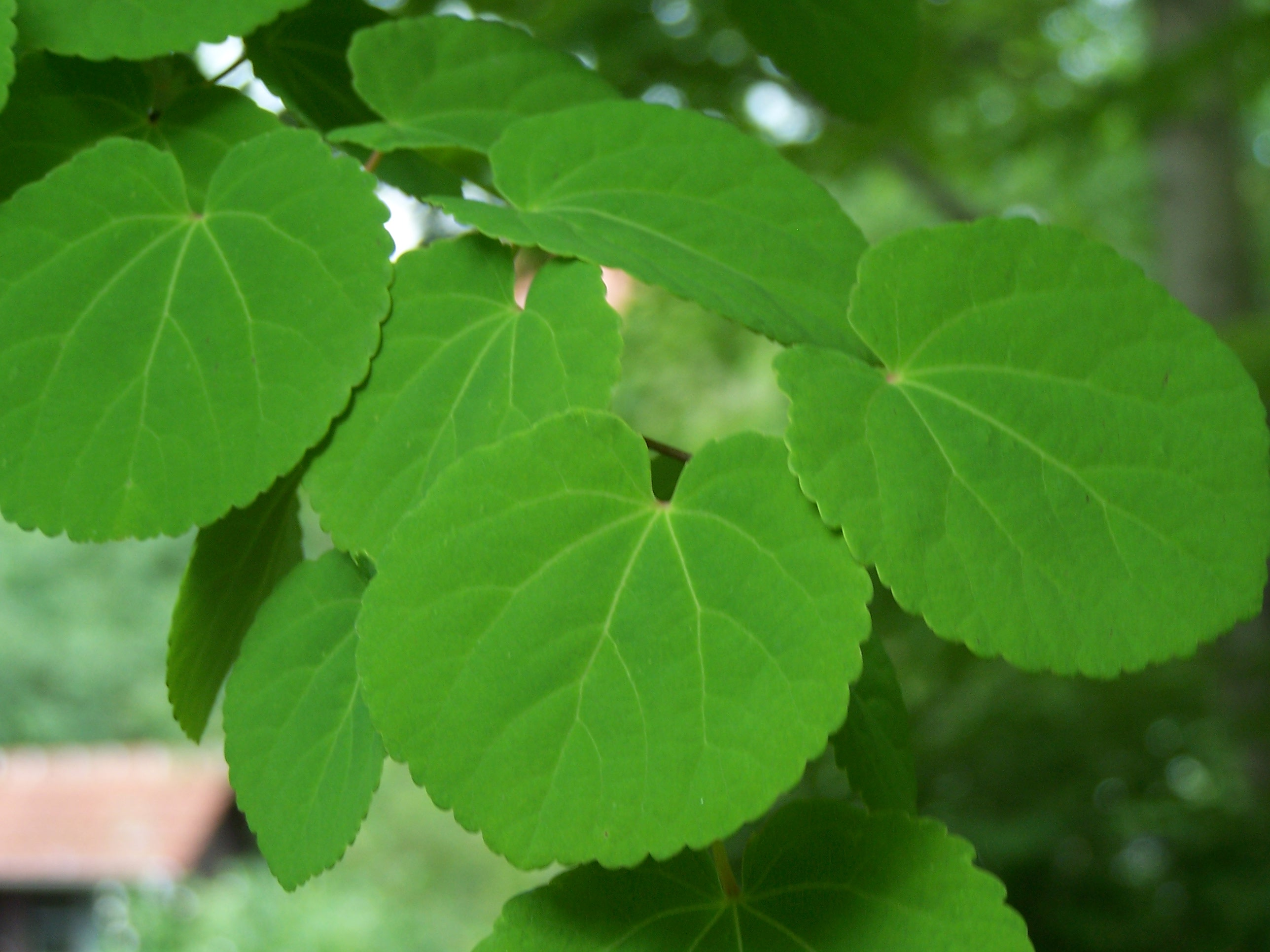
Foglie di Cercidiphyllum japonicum

Le piante di questo genere sono alberi a foglia caduca, che possono superare i 30 m d'altezza.
Il nome della famiglia viene dalla forma delle foglie, che assomigliano a quelle degli alberi del genere Cercis. Le foglie sono odorose.
Cercidiphyllum sono piante dioiche: i fiori maschili e femminili si trovano su individui diversi. Sono fiori poco appariscenti, riuniti in piccole infiorescenze, a impollinazione anemofila.
Il frutto secco libera a maturità dei semi alati.

## Distribuzione e habitat
Cercidiphyllum è un genere originario di Cina e Giappone, anche se la specie C. magnificum è un endemismo della sola isola giapponese di Honshū. Data la sua popolarità come pianta ornamentale risulta introdotta, e naturalizzata, in Austria, Corea e nello stato di New York.

## Tassonomia
All'interno del genere Cercidiphyllum sono attualmente classificate due sole specie:
- Cercidiphyllum japonicum (Siebold & Zucc. ex J.J.Hoffm. & J.H.Schult.bis, 1852)[3]
- Cercidiphyllum magnificum ((Nakai) Nakai, 1920)[4]

## Fossili
Il Cercidiphyllum è considerato un fossile vivente. Infatti alla famiglia delle Cercidifillacee vengono ascritti anche altri generi estinti (Nyssidium, Trochodendroides) con reperti fossili fin dal Cretacico inferiore (circa 100 milioni di anni fa) distribuiti in tutto l'emisfero boreale. I primi reperti fossili attribuiti specificamente al genere Cercidiphyllum risalgono alla fine dell'epoca Cretacico superiore (circa 66 milioni di anni fa) e sono stati trovati in Nordamerica.

## Usi
Le piante di questo genere sono apprezzate come alberi ornamentali.
Sono state anche create diverse cultivar, tra cui alcune a rami penduli.
La katsura è apprezzata per l'aspetto particolare delle foglie e soprattutto per la colorazione autunnale. È anche apprezzato il profumo dolce e simile al caramello delle foglie, che diventa particolarmente acuto in autunno; per questo motivo l'albero è anche chiamato "caramel tree" in lingua inglese.
La katsura è molto sensibile alla siccità e richiede terreni permanentemente ricchi d'acqua.